# Cameron Diaz
Cameron Michelle Diaz (přechýleně Diazová; * 30. srpna 1972, San Diego, Kalifornie, USA) je americká modelka a herečka několikrát nominovaná na Zlatý glóbus. Mimo jiné je známa např. z filmů Maska (1994), Něco na té Mary je (1998), Svatba mého nejlepšího přítele (1997) nebo Charlieho andílci (2000). Dabovala princeznu Fionu ve filmech o Shrekovi (2001–10). Mezi její další filmové počiny patří Gangy New Yorku (2002), Prostě sexy (2002), Zná ji jako svý boty (2005), Zelený sršeň (2011), Zkažená úča (2011) a Jedna za všechny (2014). Jedná se o druhou americkou herečku (po první Julii Robertsové), která patří do tzv. Hollywoodského dvacetimiliónového klubu ($20 Million Club). Stala se jí na podkladě honoráře k filmu Charlieho andílci: Na plný pecky (2003).

## Životopis
Cameron Diaz je dcerou kubánského Američana, jehož předkové na Kubu přišli ze Španělska, a anglicko-německé matky. Narodila se jako mladší ze dvou sester v San Diegu v Kalifornii. Její starší sestra se jmenuje Chimene. Jejich matka Billie Joan rozená Early je obchodní zástupkyně a její otec Emilio Diaz Luis pracoval pro ropné společnosti Unocal Kalifornie po více než 20 let jako terénní gauger. Později se Cameron Diaz přestěhovala do Long Beach a navštěvovala tamní polytechniku.

## Kariéra

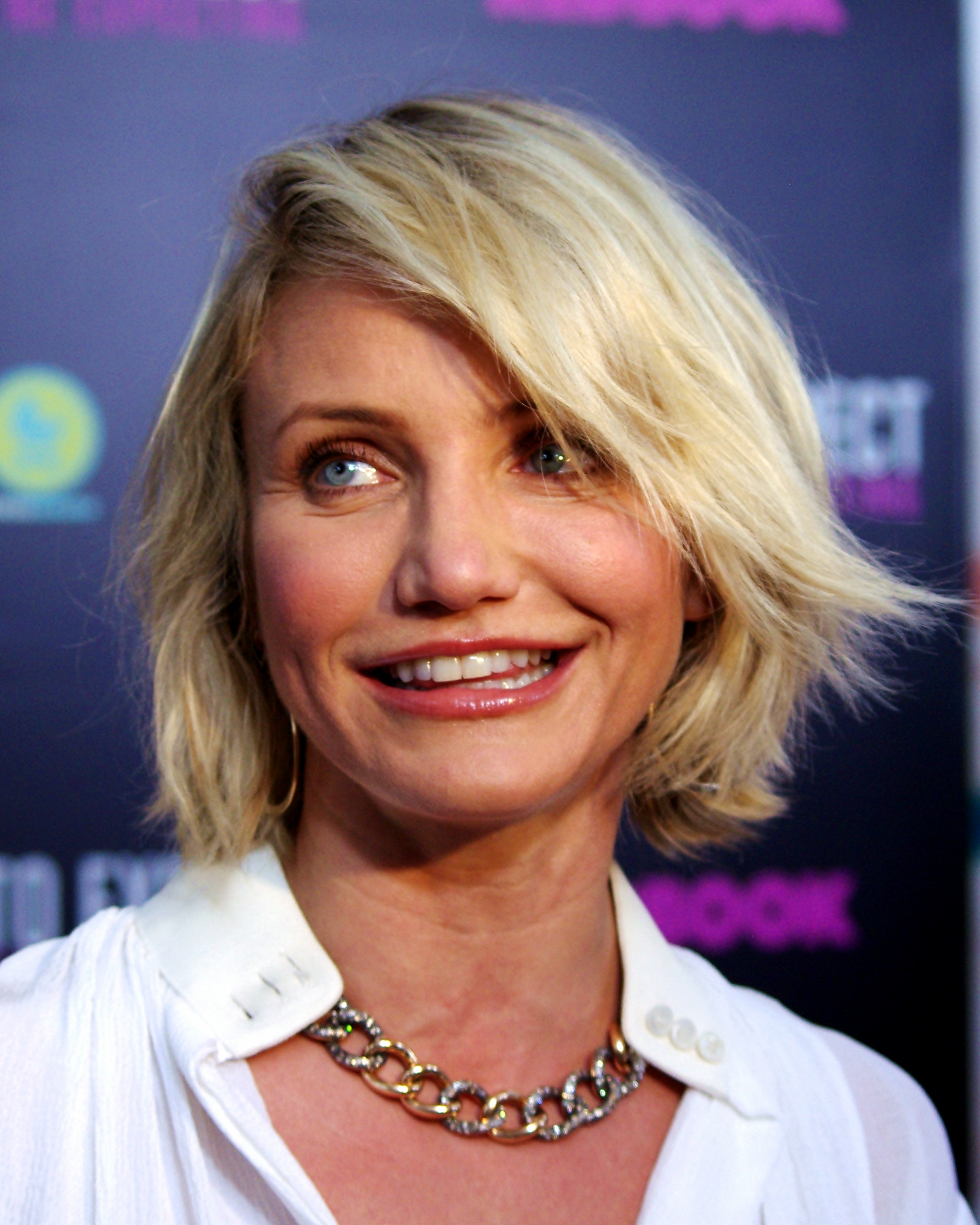
Cameron Diaz (2012)

### Začátky
V 16 letech odešla z domova díky výhře v modelingovém konkurzu, přičemž získala smlouvu od společnosti Elite Model Management a pět let strávila cestováním po světě. Během cest žila na mnoha místech – v Mexiku, Japonsku, Austrálii, Maroku i v Paříži a pracovala pro množství firem, z nichž nejznámější byla Calvin Klein. V 17 letech se objevila na obálce časopisu Seventeen. Od modelingu se postupně dostala k filmu – poprvé si zahrála ve filmu Ona není anděl vě věku 19 let. S téměř žádnou hereckou zkušeností chodila na lekce herectví a hned poté byla obsazena do role Tiny Carlyle ve filmu Maska, který se stal jedním z nejúspěšnějších filmů roku 1994. Za roli byla nominována na několik filmových cen MTV a stala se sexuálním symbolem.

### 1995–04
Diaz další tři roky postupně nabírala herecké zkušenosti ve spíše nízkorozpočtových nezávislých snímcích Poslední smích, Hlava nad vodou, Pád Minnesoty a Ona je jedna. Měla naplánovanou roli ve filmu Mortal Kombat, ale při natáčení si zlomila ruku a musela odstoupit. Po této pauze se jí naskytla příležitost zahrát si ve filmech Svatba mého nejlepšího přítele a Méně obyčejný život, jež měly oba premiéru roku 1997. Ve filmu Svatba mého nejlepšího přítele dokázala být svým hereckým výkonem rovnocennou partnerkou Julii Robertsové, což ji okamžitě posunulo mezi hollywoodskou hereckou elitu. Následující rolí ve filmu Něco na té Mary je už pouze potvrdila svůj talent. Stala se jednou z nejžádanějších hereček Hollywoodu a byla čtyřikrát nominována na Zlatý glóbus za nejlepší ženskou hlavní a vedlejší roli. Získala pozitivní kritiku za roli ve filmu V kůži Johna Malkoviche, za kterou získala nominaci za nejlepší herečku ve vedlejší roli na Zlatý glóbus, Cenu Britské Akademie filmového a televizního umění (cena BAFTA) a ocenění SAG Award. V letech 1998 až 2000 vystupovala v mnoha filmech například Věci, které můžeš vyslovit jen tím, že se na ni podíváš, Very bad Things, Any Given Sunday a úspěšné adaptaci v Charlieho andílcích. Roku 2001 vyzískala cenu Zlatý glóbus, cenu BAFTA a Critics' Choice Award za nejlepší herečku ve vedlejší roli a cenu Amerického filmového institutu za film Vanilkové nebe. Může se chlubit i úspěšným dabingem princezny Fiony ve Shrekovi.
Čtvrtou nominaci na Zlatý glóbus obdržela roku 2003 za Scorseseho film Gangy v New Yorku a stala se třetí herečkou (po Julii Roberts), která vydělala 20 miliónů dolarů za roli v Charlieho andílcích: Na plný pecky.

### 2005–09
V roce 2005 si zahrála po boku Toni Collette a Shirley MacLaine ve filmu Zná ji jako svý boty, který byl založený na stejnojmenné novele od Jennifer Weiner. Následovala komedie Prázdniny po boku Kate Winslet, Juda Lawa a Jacka Blacka. Film obdržel mix kritiky, ale vydělal přes 205 milionů dolarů. Údajně vydělala 50 milionů dolarů v průběhu jednoho roku konče červnem 2008 rolí ve filmu Mejdan v Las Vegas a pokračování Shreka. Rok 2009 ji zastihl v roli ve filmu My Sister`s Keeper and The Box

### 2010–současnost
V roce 2010 ji magazín Forbes zařadil na 60. místo mezi sto nejbohatších hispánských ženských celebrit. V roce si zahrála novinářku ve filmu Zelený sršeň a měla hlavní roli ve Zkažené úče. S Tomem Cruisem se objevila ve filmu Zatím spolu, zatím živí.
V roce 2012 hrála ve hvězdně obsazené komedii Jak porodit a nezbláznit se. Dále se objevila ve filmu Gambit, který se u kritiky nesetkal s úspěchem. O rok později se objevila pouze ve filmu Konzultant, ve kterém si zahrála roli patologické lhářky a sociopata.
S Leslie Mann a Kate Upton si zahrála ve filmu Jedna za všechny. Dále se objevila s Jasonem Segelem v komedii Sex Tape. V roce 2013 vydala knihu o životním stylu The Body Book: Feed, Move, Understand and Love Your Amazing Body', která se umístila na druhém místě v žebříčku bestsellerů The New York Times. Druhou knihu s názvem The Longevity Book: The Science of Aging, the Biology of Strength, and the Privilege of Time vydala v červnu roku 2006.
Po filmu Annie si Cameron Diaz dala hereckou přestávku, v roce 2018 prohlásila, že „nedělá doslova nic“ a že je v důchodu. Po herecké kariéře se jí prý nestýská: „Jsem pánem svého času“, řekla pro novináře.[zdroj?]

## Osobní život
Veřejně schvalovala Ala Gorea v průběhu roku 2000, nosila na sobě tričko s nápisem "Nebudu hlasovat pro syna Bushe!" a zároveň potřebovala propagační návštěvy pro Charlieho andílky. Také byla spojována s iráckými a afghánskými veterány z Ameriky (IAVA), první a největší neziskovou organizací pro veterány z války v Iráku a Afghánistánu, a mluvila jako obhájce vojenských rodin. Dne 15. dubna 2008 jí zemřel ve věku 58 let otec Emilio Diaz na zápal plic.
Dlouhou dobu chodila s producentem Carlose de la Torre, hercem Mattem Dillonem, hercem/zpěvákem Jaredem Letem, hercem/zpěvákem Justinem Timberlakem a baseballovou hvězdou Alexem Rodriguezem. V lednu 2015 se provdala za muzikanta Benjiho Maddena, 17 dní po jejich zasnoubení. Dne 3. ledna 2020 oznámili narození jejich dcery Raddix Madden. Dne 24. března 2024 oznámili narození jejich syna Cardinal Madden.

## Filmografie

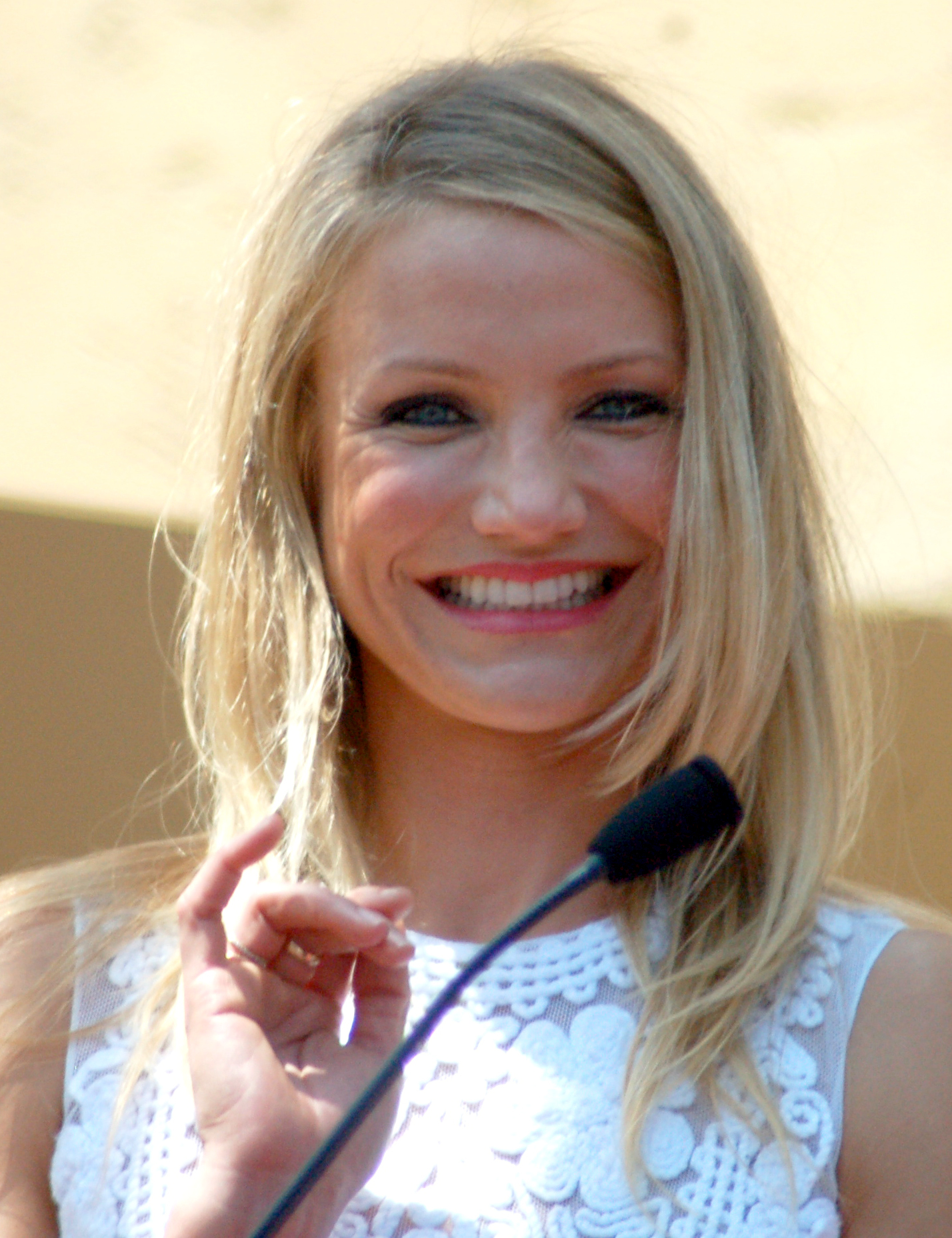
Diaz v červnu 2009

### Film
| Rok  | Název                                                           | Role                | Poznámky |
| ---- | --------------------------------------------------------------- | ------------------- | -------- |
| 1994 | Maska                                                           | Tina Carlyle        |          |
| 1995 | Poslední večeře                                                 | Jude                |          |
| 1996 | Ona, jedině ona                                                 | Heather Davis       |          |
| 1996 | Líbánky bez ženicha                                             | Freddie Clayton     |          |
| 1996 | Hlava nad vodou                                                 | Nathalie            |          |
| 1997 | Falešné svědectví                                               | Trudy               |          |
| 1997 | Svatba mého nejlepšího přítele                                  | Kimmy Wallace       |          |
| 1997 | Extra život                                                     | Celine Naville      |          |
| 1998 | Vítejte v Hollywoodu                                            | TV reporétrka       |          |
| 1998 | Něco na té Mary je                                              | Mary Jensen         |          |
| 1998 | Šest pohřbů a jedna svatba                                      | Laura Garrety       |          |
| 1999 | V kůži Johna Malkoviche                                         | Lotte Schwartz      |          |
| 1999 | Vítězové a poražení                                             | Christina Pagniacci |          |
| 2000 | Co vlastně ženy chtějí?                                         | Carol Faber         |          |
| 2000 | Charlieho andílci                                               | Natalie Cook        |          |
| 2001 | Neviditelný cirkus                                              | Faith               |          |
| 2001 | Shrek                                                           | Fiona               |          |
| 2001 | Vanilkové nebe                                                  | Julie Gianni        |          |
| 2002 | Prostě sexy                                                     | Christina Walters   |          |
| 2002 | Gangy New Yorku                                                 | Jenny Everdeane     |          |
| 2003 | Charlieho andílci. Na plný pecky                                | Natalie Cook        |          |
| 2004 | Shrek 2                                                         | Fiona               |          |
| 2005 | Zná ji jako svý boty                                            | Maggie Feller       |          |
| 2006 | Prázdniny                                                       | Amanda Woods        |          |
| 2007 | Shrek Třetí                                                     | Fiona               |          |
| 2007 | Shrekoleda                                                      | Fiona               |          |
| 2008 | Mejdan v Las Vegas                                              | Joy McNally         |          |
| 2009 | Je to i můj život                                               | Sara Fitzgerald     |          |
| 2009 | The Box                                                         | Norma Lewis         |          |
| 2010 | Shrek: Zvonec a konec                                           | Fiona               |          |
| 2010 | Shrek a Hrůza                                                   | Fiona               |          |
| 2010 | Zatím spolu, zatím živí                                         | June Havens         |          |
| 2011 | Zelený sršeň                                                    | Lenore Case         |          |
| 2011 | Zkažená úča                                                     | Elizabeth Halsey    |          |
| 2012 | Jak porodit a nezbláznit se                                     | Jules               |          |
| 2012 | Gambit                                                          | PJ Puznowski        |          |
| 2012 | Autobiografie jednoho lháře: nepravdivý příběh Grahama Chapmana | Sigmund Freud       |          |
| 2013 | Konzultant                                                      | Malkina             |          |
| 2013 | Hlas                                                            | vedoucí Amazonu     |          |
| 2014 | Jedna za všechny                                                | Carly Whitten       |          |
| 2014 | Sex Tape                                                        | Annie Hargrove      |          |
| 2014 | Annie                                                           | Miss Hannigan       |          |
| 2025 | Návrat do akce                                                  | Emily Reynolds      |          |
| 2025 | Outcome                                                         | bude oznámeno       |          |

### Televize
| Rok  | Název                      | Role                  | Poznámky                                     |
| ---- | -------------------------- | --------------------- | -------------------------------------------- |
| 1996 | Space Ghost Coast to Coast | Samu sebe             | díl: „Suprise“                               |
| 1998 | Saturday Night Live        | Samu sebe/moderátorka | díl: „Cameron Diaz/The Smashing Pumpkins“    |
| 2000 | MADtv                      | Samu sebe             | díl: „6.6“                                   |
| 2002 | Saturday Night Live        | Samu sebe/moderátorka | díl: „Cameron Diaz/Jimmy Eat World“          |
| 2005 | Saturday Night Live        | Samu sebe/moderátorka | díl: „Cameron Diaz/Green Day“                |
| 2005 | Trippin'                   | Samu sebe/moderáorka  | 10 dílů; také exkluzivní producentka         |
| 2009 | Sezame, otevři se          | Samu sebe             | 3 díly                                       |
| 2010 | Top Gear                   | Samu sebe             | díl: „15.5“                                  |
| 2014 | Saturday Night Live        | Samu sebe/moderátorka | díl: „Cameron Diaz/Mark Ronson a Bruno Mars“ |

#### Producentka
| Rok  | Název       | Poznámky |
| ---- | ----------- | -------- |
| 2014 | Zkažená úča | 13 dílů  |